# Mohammad Anwar Elahee
Mohammad Anwar Elahee (ur. 9 lipca 1929 w Port Louis, zm. 26 listopada 2010 tamże) – maurytyjski piłkarz, grający na pozycji obrońcy, trener piłkarski.

## Kariera piłkarska

### Kariera klubowa
Występował w klubach Royal Muslims, Muslim Scouts i Sharks.

### Kariera reprezentacyjna
W latach 1951–1956 bronił barw narodowej reprezentacji Mauritiusa.

## Kariera trenerska
Od 1960 do 1976 trenował Muslim Scouts, również w latach 1970-1988 prowadził reprezentację Mauritiusa. Potem pracował w klubach Sunrise Flacq United SC i Scouts Club. Od 1994 do 1996 ponownie kierował drużyną narodową Mauritiusa.
26 listopada 2010 zmarł.